# Uncinus
Uncinus är en molnart som förkortas unc. Moln av arten uncinus ser ut som ett kommatecken och avslutas med en krok eller tofs, som inte är rundad. Arten förekommer endast hos huvudmolnslaget cirrus.

## Cirrus uncinus
Förkortning Ci unc. Det håll med vilket ett cirrus uncinus är formad kan man se vilken typ av vindskjuvning som föreligger. Om molnet är format som ett omvänt frågetecken ökar vinden med höjden (positiv vindskjuvning). Om molnet är format som ett rättvänt frågetecken minskar vinden med höjden (negativ vindskjuvning).
Cirrus uncinus kallas även för skidspetsmoln.